# غوستاف برول (أستاذ جامعي)
غوستاف برول (بالألمانية: Gustav Brühl)‏ هو طبيب ألماني، ولد في 1871 في برلين في ألمانيا، وتوفي بنفس المكان في 21 نوفمبر 1939.